# Barrage à poissons
 (avril 2024).

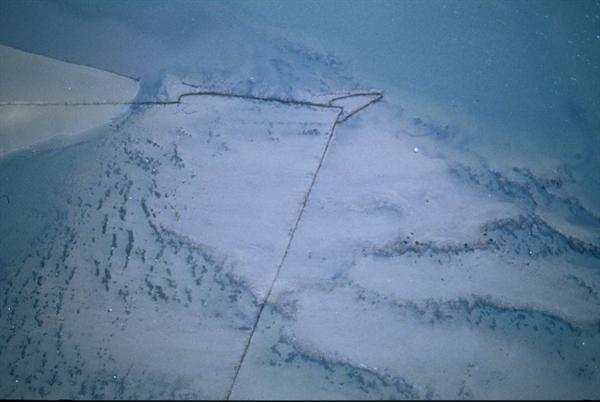
Vue aérienne d'une écluse moderne composée de deux bras appelés « pannes » ou « ailes » canalisant poissons et crustacés à marée descendante, d'un pertuis ou porte, et en arrière d'un biez, bassin de piégeage.

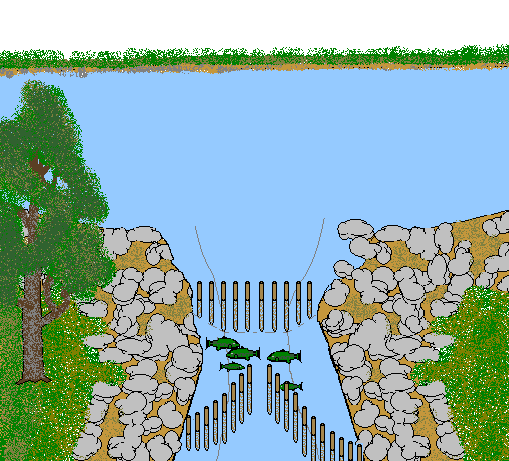
Schéma d'un barrage à poissons.

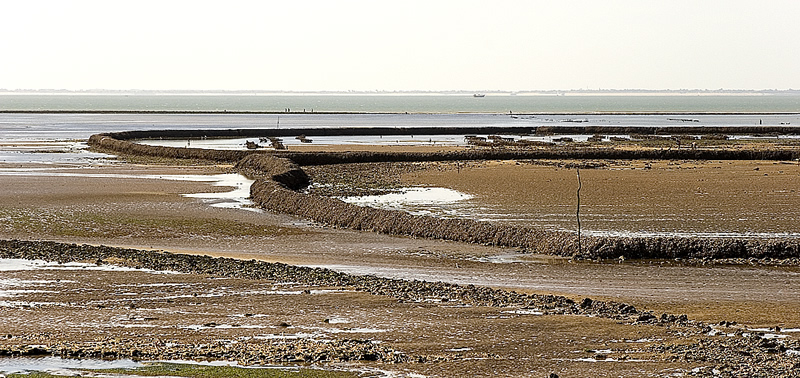
Écluse à poissons sur l'île de Ré à Sainte-Marie-de-Ré.

Un barrage à poissons est un dispositif bloquant les chenaux des cours d'eau ou de l'estran, qui contraint ces produits de la pêche à emprunter un passage étroit dans lequel ils sont capturés au moyen d'un instrument mobile de type filet emmanché, ou à se diriger vers un piège d'où ils ne peuvent s'échapper. Ce type de pêcherie fixe est en pierres (il est alors appelé écluse à poissons ou parc à poissons et peut recevoir différents noms locaux), en bois ou en filets tendus sur des pieux.
De forme et dimension variée, ce matériel de (en)pêche artisanale qui se distingue des types de pêcherie mobile (nasses, filets droits, filets coniques ou tésures…), permet de capturer poissons et crustacés par filtrages des flux hydrodynamiques liés aux courants des marées ou aux courants fluviaux.
La longueur de l'écluse  atteint jusqu'à 1 km.

## Conception
L'écluse à poissons est faite de murets de pierres sèches  qui sont immobilisées par calage, que les bâtisseurs prélèvent à partir des bancs rocheux à proximité, d'où leur limitation géographique aux côtes littorales rocheuses, le plus souvent schisteuses où les pierres mobiles sont facilement disponibles.   
Certains barrages sont aussi réalisés en bois ou en corde, car le système a été utilisé depuis les temps préhistoriques pour permettre un apport de nourriture indispensable aux populations côtières.
L'écluse est élevée à la hauteur de quatre pieds au plus, sans chaux, ciment, ni maçonnerie, comme le veut Colbert, dans son ordonnance de la Marine de 1681,.  
À marée basse, l'eau est retenue et s'écoule par des ouvertures aménagées dans le mur : les « claires », munies de grilles pour retenir le poisson. À l'intérieur, l'espace délimité par les deux bras de pierre de l'écluse, ouverts vers la côte de « V » se nomme la « foue ». Elle peut être divisée en plusieurs zones de pêche par des murets; les zones communiquent entre elles par des ouvertures : les pas que l'on peut fermer par des grilles pour faciliter la prise du poisson.   
La pointe de l'écluse est ouverte vers la mer et se termine par des ouvertures grillagées appelées « bouchauds », ou par un « bouton », ouvrage formé de 4 pieux et de traverses, qui permet d’accrocher un filet en forme de poche dit « ancrau ».  
La particularité des ouvrages est d’augmenter la vitesse du courant à marée descendante de façon à diriger le poisson vers le bouton de l’écluse, et de permettre le dévasage de l’écluse par les courseaux (lits d'eau).   
Les barrages à poissons faites de bois entrelacés (haie végétale composée de fascines), sont nommés clayes, pêcheries de clayonnage, bas parcs ou bouchots sous l'Ancien Régime. Elles sont adaptées à des rivages peu exposés.    

## Pêche
Les prises sont souvent généreuses et suffisent à nourrir une famille pendant quelques jours.  
On y pêche des boucauds (crevettes grises), tacauds, chinchards, soles ou anguilles, et parfois des mulets, des bars ou des raies.
Pour tuer le poisson pris dans l'écluse, le pêcheur utilise un couteau ou une longue barre de fer appelée « espadon ».

## Tradition
La pêche à pied par écluse de pierre était autrefois vitale pour les paysans. La technique de pêche est tombée en désuétude dans la plupart des sites du littoral. Elle est aujourd’hui devenue une manière de faire vivre un patrimoine immémorial et une forme de pêche originale. 
Les « mareyants » d’aujourd’hui répètent les mêmes gestes que leurs ancêtres, les « écluziers ». Sous la conduite du « chef d’écluse », ils pêchent à tour de rôle et relèvent les murs face aux injures des marées. 
En Charente-Maritime, sur l'île d'Oléron et l'île de Ré, la méthode de pêche traditionnelle subsiste depuis le Moyen Âge.
En 2009, 12 écluses sont encore en activité sur l'île de Ré et 14 sur l'île d'Oléron, puis 17 en 2016. Alors qu'en 1853, l'île d'Oléron comptait 237 écluses réparties sur trois rangs. 
La mémoire matérielle de ce «petit patrimoine maritime» fait l’objet d’attentions de l’Inventaire général du patrimoine culturel de la région Poitou-Charentes. Cinq écluses de l'île d'Oléron sont inscrites au titre des monuments historiques en juin 2012, en attente d'un classement.  
Des écluses et des traditions de pêche similaires existent en Espagne dans le sud de l'Andalousie à Chipiona et dans l'archipel tunisien des Kerkennah ainsi qu'à Djerba où elles sont appelées charfia.

## Histoire
En Charente Maritime, les premières constructions datent de près de mille ans, puis se développent au Moyen Âge.
C'est au XIVe siècle que le mot « écluse » apparaît. Les écluses se spécialisent aux XVIe siècle et sont exploitées par les seigneuries. Le seigneur du lieu accorde les droits de construction et d'exploitation. En contrepartie, il reçoit une rente et un paiement en nature : les meilleurs poissons lui reviennent. Or l'estran sur lequel elles sont installées a toujours été un espace public, et non seigneurial.
Du XVIe au XVIIe siècle, les écluses à poissons sont prohibées puisqu'élément de la seigneurie littorale. C'est un espace du domaine royal qui devient inaliénable. L’État décide de les éliminer pour reconquérir la maîtrise de sa « frontière des mers ». Il leur reproche d’avoir un impact nuisible sur les stocks de poissons et d’être dangereuses pour la navigation. Une fois sa victoire acquise par la mise sous contrôle de l’activité, la monarchie se montre plus accommodante. Elle reconnaît les mérites économiques et environnementaux des pêcheries de pierre. Les titres de concessions sont accordés par le roi. Depuis le XVIIe siècle, les écluses sont gérées par les Affaires maritimes. À la veille de 1789, l’administration royale se contente de contenir les appétits de la société littorale.   
La Révolution française balaye en quelques mois, ce que la monarchie a mis trois siècles à faire admettre. L’estran rocheux se mue en un territoire de compétition. L’initiative, individuelle ou collective, se joue des conflits de compétence entre administrations concurrentes (Marine, Pont et Chaussées, municipalités).  
Dans la première moitié du XIXe siècle, les nécessités nées de la guerre et les opportunités offertes par l’avènement de l’économie libérale donnent aux Oléronais les arguments pour se lancer à la conquête de l’estran. Les constructions d’écluses se multiplient pour améliorer l’ordinaire, mais aussi livrer des quantités croissantes de poissons au marché.  
Mis devant le fait accompli, l’État réagit brutalement sous le Second Empire. Par un décret en 1853, il réaffirme le caractère illégal des constructions « en dur » sur l’estran et prononce des destructions, les accusant à nouveau d'être en concurrence avec les autres pêches et d'être une menace pour la navigation. Au terme d’une « bataille des pêcheries » (inertie, pétitions, révoltes, procès), le débat sur les écluses à poissons trouve enfin un arrangement.
Depuis les dernières décennies du XIXe siècle, l’activité des pêcheries de pierre devient strictement encadrée. Elle joue le rôle d’amortisseur des crises des salines et des vignes. Sans les écluses à poissons et l’élevage des huîtres dans les parcs, les couches les plus humbles et fragiles de la société côtière auraient sans doute souffert davantage, mais elles réussissent à survivre grâce aux écluses. Leur construction s'arrête pendant la Première Guerre mondiale, en même temps que leur entretien.   
La disparition progressive des pêches sur écluses provient d’un arrêté ministériel du 24 mai 1965 qui interdit toute création et renouvellement de pêcheries ou d'écluses à poisson en bois ou en pierre ainsi que tout transfert de ces mêmes pêcheries ou écluses, soit entre vivants, soit pour cause de décès.   
Le décret du 25 janvier 1990 pris pour l'application de l'article 3 du décret du 9 janvier 1852 confirme cette interdiction : Art. 7 : la création et le renouvellement de pêcheries ou d'écluses à poissons en bois, en pierre, en maçonnerie ou tout autre matériau sont interdits. 
La coactivité est parfois difficile avec le développement important de l’ostréiculture et des loisirs balnéaires de masse. 
Au fil des années, faute d’entretien des murets, les écluses n’ont pas résisté aux tempêtes et houles de sud-ouest, et seuls le lit de pierres et les restes du bouton sont encore présents sur l’estran. L’envasement progressif de ces ouvrages a modifié sensiblement l’écosystème du secteur, et laisse apparaître quelques massifs d’hermelles et des huîtres sauvages.

## Lois régissant l'usage
L'écluse à poissons doit être balisée par une perche de trois mètres de hauteur, plantée dans la partie la plus avancée en mer, afin d'en signaler la présence aux bateaux. La balise porte le numéro de la concession maritime attribuée par les Affaires maritimes.   
L'usage des écluses est régi par des lois strictes. Il est autorisé à un nombre limité de codétenteurs qui doivent se coopter. Le droit de pêche est fonction de la part d'écluse : le détenteur bénéficie d'un nombre de marées proportionnel à cette part. Ce droit exclusif s'accompagne d'un devoir d'entretien et de restauration des murs de l'écluse.   

## Entretien
Les murets de l'écluse nécessitent un entretien régulier. Après les tempêtes d’automne et d’hiver, il faut relever les pierres tombées ou emportées par les forts courants. Toute brèche doit être réparée au plus vite pour éviter la destruction du muret. Pour que la pêche soit toujours fructueuse, toute la famille profite alors d’une marée de fin de semaine pour remettre en état son écluse.    
Les pierres, posées debout, doivent être parfaitement alignées sur l’horizon, afin de ne pas créer de passages par lesquels le poisson peut s'échapper. Il faut procéder à la remise en forme des lits d'eau, les courseaux, les nettoyer et les débarrasser des algues et pierres roulantes qui pouvaient les encombrer, de façon à assurer l'écoulement de l'eau le plus rapidement possible vers le bouton.    

## Écologie
Outre un intérêt patrimonial, Les écluses représentent aussi un atout écologique en protégeant les côtes de l'érosion et de la force des lames. Elles permettent à la flore et à la faune de l'estran de se développer.